# Ẅ
La W con diéresis (mayúscula: Ẅ minúscula: ẅ): es una letra del alfabeto latino extendido. La letra consta de la letra W y una diéresis colocada encima.

## Uso
En galés, se puede agregar una diéresis a w (para /ʊ/) en una palabra para indicar que la vocal es una sílaba separada en lugar de una semivocal.

## Codificación
| Carácter      | Ẅ                                     | Ẅ                                     | ẅ                                   | ẅ                                   |
| ------------- | ------------------------------------- | ------------------------------------- | ----------------------------------- | ----------------------------------- |
| Unicode       | LATIN CAPITAL LETTER W WITH DIAERESIS | LATIN CAPITAL LETTER W WITH DIAERESIS | LATIN SMALL LETTER W WITH DIAERESIS | LATIN SMALL LETTER W WITH DIAERESIS |
| Codificación  | decimal                               | hex                                   | decimal                             | hex                                 |
| Unicode       | 7812                                  | U+1E84                                | 7813                                | U+1E85                              |
| UTF-8         | 225 186 132                           | E1 BA 84                              | 225 186 133                         | E1 BA 85                            |
| Ref. numérica | &#7812;                               | &#x1E84;                              | &#7813;                             | &#x1E85;                            |